# Optand
Optand ist ein Ortsteil von Östersund in der schwedischen Provinz Jämtlands län beziehungsweise in der historischen Provinz Jämtland. Der Ort liegt etwa zehn Kilometer südöstlich des Zentrums von Östersund an einer langgestreckten Bucht des Sees Storsjön.
Vor 2015 besaß Optand den Status eines eigenständigen Tätorts mit zuletzt (2010) 257 Einwohnern. Allmählich mit Östersund zusammengewachsen, wurde Optand zusammen mit den benachbart entlang des Seeufers gelegenen Orten Ope und Brunflo in den Tätort Östersund integriert.
Der Ort liegt an der Bahnstrecke Sundsvall–Storlien sowie an den Europastraßen 45 (Inlandsvägen) und 14.